# Alberto García
Alberto García (* 22. února 1971) je bývalý španělský atlet, běžec, který se věnoval středním a dlouhým tratím.

## Kariéra
Jeho prvním úspěchem na mezinárodních soutěžích byla bronzová medaile v běhu na 3000 metrů na halovém mistrovství Evropy v roce 1998. Rovněž bronzovou medaili vybojoval na stejné trati na světovém halovém šampionátu v roce 2001. Nejúspěšnější se pro něj stala sezóna 2002 – nejprve se ve Vídni stal halovým mistrem Evropy v běhu na 3000 metrů, v srpnu pak získal v Mnichově titul mistra Evropy v běhu na 5000 metrů. Poslední medailí ze světových soutěží se pro něj stalo stříbro z běhu na 3000 metrů na halovém mistrovství světa v roce 2003. V červnu téhož roku byl na dva roky diskvalifikován kvůli použití dopingu. Po odpykání dvouletého zákazu startů se vrátil na závodní dráhu, větších úspěchů však už nedosáhl.

## Osobní rekordy
- 1500 m – 3:35,69 (2001)
- 5000 m – 13:02,54 (2001)
- 10 000 m – 27:46,12 (1999)
- 3000 m (hala) – 7:32,98 (2003)